# Діхан (Келеський район)
Діха́н (каз. Диқан) — село у складі Келеського району Туркестанської області Казахстану. Входить до складу Бірлесуського сільського округу.
У радянські часи село називалось Садове.
Населення — 296 осіб (2021; 257 у 2009, 359 у 1999, 119 у 1989).